# Chế độ mẫu quyền
Chế độ mẫu quyền (tiếng Anh: matriarchy) là một hình thái tổ chức xã hội mà trong đó người mẹ hoặc người phụ nữ lớn tuổi nhất đứng đầu một gia đình hoặc gia tộc. Các mối liên hệ và hậu duệ được xác định qua dòng nữ, cũng như việc quản trị hay cai trị do phụ nữ nắm giữ. Cách định nghĩa khái niệm này có thể khác biệt trong một số khía cạnh theo các nhà nhân chủng học và nữ giới chủ nghĩa.
Hầu hết các nhà nhân chủng cho rằng không có bất cứ xã hội nào được biết đến theo chế độ mẫu quyền cách hoàn toàn nhưng một số tác giả tin rằng ngoại lệ có khả năng xảy ra, nhất là trong quá khứ. Chế độ mẫu quyền có thể bị nhầm với các chế độ xã hội mẫu hệ (matrilineality), mẫu cư (matrilocality, hay ở rể) và mẫu trung tâm (matrifocality). Một số ít người coi bất cứ hệ thống phi phụ quyền nào cũng đều là mẫu quyền và do đó bao gồm cả các hệ thống bình đẳng quyền nói chung; tuy nhiên hầu hết các học giả loại trừ các hệ thống bình đẳng đó khỏi chế độ mẫu quyền theo nghĩa hẹp.